# Reprezentacja Szwajcarii w hokeju na trawie kobiet
Reprezentacja Szwajcarii w hokeju na trawie kobiet - żeńska reprezentacja narodowa w tej dyscyplinie.

## Osiągnięcia

### Igrzyska olimpijskie
- 1980-2024 nie uczestniczyła

### Mistrzostwa świata
- 1974 - 9. miejsce
- 1976 - 8. miejsce

### Mistrzostwa Europy
- 1984-2023 nie uczestniczyła